# بريس جي. ستيفنز
بريس جي. ستيفنز هو سياسي أمريكي، ولد في 22 مارس 1834 في Vernon, New York ‏ في الولايات المتحدة، وتوفي في 28 أكتوبر 1903 في ماديسون في الولايات المتحدة. انتخب Vestryman ‏ Grace Episcopal Church (Madison, Wisconsin) ‏ وانتخب Mayor of Madison, Wisconsin ‏ (1884 – 1885).